# 遺伝子診断
遺伝子診断（いでんししんだん）とは、遺伝子を検査することで、本人の病気やその発症リスク、薬の効き具合を診断したり、胎児を含めた親子鑑定（遺伝的な母親・父親または、多くの人々の間の祖先関係）を行ったりすること。遺伝子検査 、DNA検査とも呼ばれる。
染色体の個々の遺伝子を調べ、変異体の遺伝子を持つことに伴う遺伝性疾患のリスクを測定する。遺伝子検査は、染色体、遺伝子、タンパク質の違いを検知する。様々な遺伝子検査が毎年開発されている。古くは、遺伝子検査の主なものは、染色体数が異常かどうかや、遺伝疾患につながる珍しい染色体を有するかどうかを調べるものだった。現在の遺伝子検査は、心臓病や癌といった疾病に関するリスクを決定する複数の遺伝子を分析したりする。遺伝子検査の結果、遺伝病になりやすいかがわかる。数百の遺伝子検査が現在利用可能で、さらなる技術開発が進んでいる。
遺伝子の変異は直接タンパク質の構造に影響を及ぼすため、特定の遺伝子診断は、タンパク質又はその代謝物や、染色、蛍光染色を観察することにより行う。
この記事では主に医療目的のための遺伝子検査に焦点を当てる。 

## 種類
遺伝子検査は「臨床目的のために、染色体（DNA）、タンパク質、代謝物を分析し、遺伝疾患に関連した遺伝子型、突然変異、表現型、核型を検知すること」である。人生を通して不変の特定の個人の遺伝子や染色体についての情報を明らかにする。現在可能な試験は次のようなものである。

### 新生児マススクリーニング(Newborn screening)
人生の早い段階で治療することができる遺伝的障害を識別するためだけに、出生後に使用される。血液サンプルは、出生後の新生児24〜48時間から採取し、分析のために研究室に送られる。新生児スクリーニングの手順は、状態によって変化する。異常な結果が得られた場合でも、それは必ずしも子供が障害を持っていることを意味するわけではない。診断は、病気を確認するために、最初のスクリーニングを行わなければならない。アメリカ合衆国では、毎年何百万人もの赤ちゃんが、ある種の障害のための遺伝子検査を受けており、それが最も広く使用されている遺伝子検査である。アメリカの全ての州は現在、フェニルケトン尿症（放置すれば精神的な病気を引き起こす遺伝性疾患）および先天性甲状腺機能低下症（甲状腺の障害）のための遺伝子検査を乳幼児に対して行う。フェニルケトン尿症の人々は、子供の時の正常な成長にかかわるアミノ酸フェニルアラニンを、合成するのに必要な酵素を持っていない。あまりにも多くのフェニルアラニンの蓄積がある場合は、脳組織が発達遅延を引き起こし、破損するおそれがある。新生児スクリーニングによりフェニルケトン尿症を検出できれば、障害につながる影響を避けるために、すぐに特別な食事を子どもに摂らせることができる。

### 診断テスト (Diagnostic testing)
医師の診断において、特定の遺伝子または染色体を調べるために使用される。多くの場合、遺伝子検査は、体の異変や症状に基づいて疑われる特定の場合に、診断を確認するために使用される。診断テストは生涯にわたりいつでもできるが、全ての遺伝子に対しては使用できない。診断テストの結果は、ヘルスケアや疾患の管理について個人の選択に影響を与えうる。例えば、多発性嚢胞腎疾患（PKD）の家族を持つ、腹部の痛みがある、頻尿、尿路感染症や腎臓結石などにより、テストされ、それらの遺伝子を持っていることを決定することができれば、その結果はPKDの診断の役に立つ。

### キャリアテスト (Carrier testing)
相同染色体の両方にある遺伝子が変異を起こした場合に、遺伝的障害を引き起こす遺伝子変異について、一つのコピーをもつヒトを識別するために使用される。このタイプの検査は、特定の遺伝性疾患の変異遺伝子をもつリスクが高い家族歴を有する個人や民族の人々に提供される。両方の親が検査を受けていれば、嚢胞性線維症 cystic fibrosisのような遺伝的疾患の子供ができるリスクを知ることができる。
着床前診断 (Preimplantation genetic diagnosis)
体外受精（IVF　in vitro fertilization ）の手順の一部として、移植の前に人間の胚上で実行されている遺伝的試験手順。不妊治療で体外受精により妊娠しようとするときに、着床前診断が使用される。男性から精子、女性から卵を取り出し、複数の胚を作成し、体外受精されている。個々の胚の異常について検査し、異常のないものを子宮に移植する。

### 出生前診断(Prenatal diagnosis)
出生前に胎児の遺伝子や染色体の変異を検出するために使用する。このタイプの検査は、遺伝子または染色体障害の赤ちゃんを持つリスクが高いカップルに提供されている。場合によっては、出生前診断は、カップルの不確実性の軽減や、妊娠を中止するかどうかの判断に役立つ。しかし、全ての可能性のある遺伝性疾患や先天性欠損症を識別することはできない。出生前診断の方法の1つは、妊娠中の母親の15〜20週以上の羊膜嚢からサンプルを羊水穿刺により得る。次いで、それを調べることで、ダウン症候群（21トリソミー）と18トリソミーなどの染色体異常がわかる。テスト結果は、羊水穿刺が完了した後7-14日以内に得られる。この方法は、胎児の染色体異常を99.4％精度で診断できる。羊水検査には流産の危険性があり、流産率は1/400である。出生前診断の別の方法に、絨毛膜絨毛サンプリング（CVS）という検査もある。胎盤は赤ちゃんと同じ遺伝子をもち、胎盤の一部である絨毛を検査する。出生前診断でこの方法を選ぶ場合、絨毛のサンプルが胎盤からとられ検査される。このテストでは、妊娠10から13週に実行され、結果はテストが行われた7〜14日後に出る。胎児の臍帯から採取する血液を用いる、経皮的臍帯血サンプリングという別の試験もある。

### 予測と発症前テスト (Predictive and presymptomatic testing)
出生後から人生の後半に出てくる障害に関連する遺伝子変異を検出するために使用される。これらのテストは、遺伝性疾患を持つ家族がいるが、テスト時にその疾患の徴候がない人に役立つ。予測試験は、ある種のガンなど遺伝子変異が原因の疾患の可能性を高め遺伝子変異を同定できる。例えば、 BRCA1 の突然変異を有する人は、乳癌の65％累積リスクをもつ。卵巣癌症候群に伴う遺伝性乳癌は、遺伝子のBRCA1およびBRCA2の遺伝子変異をもつことが原因である。これらの遺伝子の変異に関連する主要な癌のタイプは、女性の乳癌、卵巣癌、前立腺癌、膵臓癌、および男性の乳癌である。リ - フラウメニ症候群（Li-Fraumeni syndrome）は遺伝子TP53上の遺伝子変異よって引き起こされる。この遺伝子の変異に関連した癌の種類は、乳癌、軟部組織肉腫、骨肉腫、白血病および脳腫瘍が挙げられる。カウデン症候群では潜在的な乳癌、甲状腺癌や子宮内膜癌を引き起こし、PTEN遺伝子に変異をもつ。発症前テストは、徴候や症状が現れる前に、人の遺伝性疾患（例えば、ヘモクロマトーシスすなわち鉄過剰症など）を発症するかどうかを決定できる。予測と発症前テストの結果は、特定の障害を発症するリスクに関する情報を提供し、医療に関する意思決定に役立ち、良好な予後を提供する。

### ゲノム薬理学（Pharmacogenomics、ファーマコゲノミクス）
薬物に対しての応答に、影響を与える遺伝的変異を調べる遺伝子検査のタイプである。病気もしくは健康であるにかかわらず、ファーマコゲノミクスは個々の遺伝子構成を調べ、最も安全で、最も有益な薬、あるいはどのような投与量がよいかを決めることができる。ヒトゲノムには約11百万の一塩基多型（SNPs）があり、ヒト集団のバリエーションをつくる。SNPは、特定の薬物に対する個体の応答に関する情報を明らかにする。遺伝子検査のこのタイプは、化学療法を受けている癌患者のためにも使用することができる。癌組織のサンプルは、遺伝子解析のための専門の研究室に送られる。分析の後、取得した情報は、腫瘍の変異を同定することができ、最善の治療方針を決定するために使用できる。

### がんゲノムプロファイリング検査（OncoGuide NCC オンコパネル）
日本初のがんゲノムプロファイリング検査用のシステムで、2019年6月に保険収載された。固形がんのがん組織における114のがん関連遺伝子が測定可能で、診断や抗がん剤選択など治療方針の決定に有用な情報を提供する。データベースと照合し、遺伝子異常（変異：SNV, InDel、増幅：CNA、融合：Fusion）を検出、その臨床情報と合わせて提供する。
用いるサンプルは腫瘍組織と、同一患者の非腫瘍細胞（全血）であり、遺伝子多型を除外することが可能。
「TOP-GEAR（Trial of Onco-Panel for Gene-profiling to Estimate both Adverse events and Response by cancer treatment）プロジェクト」により検証され、全国11カ所のがんゲノム医療中核拠点病院および全国135カ所のがんゲノム医療連携病院と協力、研究が進められている。
東京大学で開発中の「東大オンコパネル（TodaiOncoPanel）」では、一度に467個の遺伝子変異を2週間程度で調べることができる。

### 診断に使うわけではない検査
法医学的検査
法律上の目的とし個人を識別するために、DNA塩基配列を使用する。上述の試験とは異なり、法医学的検査は、疾患に関連する遺伝子変異を検出するために使用されない。このタイプのテストは、犯罪や大災害の犠牲者の識別、犯罪容疑者の絞り込み、または人々の間の生物学的関係（例えば誰が父親かを特定する）場合に使われる。
親子鑑定
遺伝子検査のこのタイプは、血縁のある個人の間で、同一または類似の遺伝パターンを識別するために、特殊なDNAマーカーを使用する。我々はすべて、母親と父親からDNAの半分、半分を継承している。DNAの科学者は、いくつかの高度に個人間の差があるマーカーでDNA配列を調べる。
遺伝子系図検査 (Genealogical DNA test)
祖先や民族的な遺伝を調べることができる。
研究試験
未知の遺伝子を発見し、遺伝子がどのように動作するかを研究する。

### 特定疾患
遺伝的な要素がある、多くの疾患について、遺伝子診断が利用可能。
アフリカ型鉄過剰症 (African iron overload)
過剰鉄吸収、重要な臓器（心臓、肝臓、膵臓）中の鉄の蓄積、臓器損傷、心疾患、癌、肝疾患、関節炎、糖尿病、不妊、インポテンツ。
α-1アンチトリプシン欠損症 (Alpha-1 antitrypsin deficiency)
成人の閉塞性肺疾患、小児期の肝硬変、新生児や乳児の長期間（1から２週間以上）持続する黄疸、脾腫、腹水（腹腔内の液体の蓄積）、掻痒（かゆみ）、および肝臓損傷の他の徴候を有している場合、運動後の息切れおよび/または肺気腫の他の徴候を示し、喘鳴（ぜんめい）、慢性の咳や気管支炎を発症する40歳未満の方（次の場合は特に。患者が喫煙者でない場合、患者が肺刺激物に暴露されていない場合、肺の損傷が、肺の低い位置にみられる場合）、α-1アンチトリプシン欠損症の近親を持っている場合、A1ATのレベルが低下している場合。
アポリポタンパク質E-関連
血清コレステロールとトリグリセリドの両方の上昇、加速されたアテローム性動脈硬化症、冠状動脈性心疾患、皮膚黄色腫、末梢血管疾患、糖尿病、肥満症または甲状腺機能低下症。
筋ジストロフィー (Becker/Duchenne)
筋力低下（急速進行）、頻繁に転倒、運動が困難になる（走る、ホッピング、ジャンプ）、進行性の歩行困難（歩行能力は、年齢が12歳で失われる可能性がある）、疲労、知的遅滞（可能性）。骨格奇形、胸と背中（脊柱側弯症）。筋肉の奇形（かかと・足の拘縮、ふくらはぎの筋肉の仮性肥大）。
ベータサラセミア
ヘモグロビンβ鎖の合成低下。小球性低色素性貧血
Factor II 第II因子（トロンビン）
静脈血栓症、一定の動脈血栓症状態、深部静脈血栓症、肺塞栓症、脳静脈血栓症、及び早期虚血性脳卒中、早期の心筋梗塞を発症した女性の患者、血栓/塞栓症、hyperhomocystinemia、および複数の流産に関連した早期発症の脳卒中、深部静脈血栓症、血栓塞栓症、妊娠の家族歴。変異を有するヒトは、経口避妊薬の使用、外傷、および外科手術を受けたかで、血栓症のリスクが高くなる。
Factor V Leiden
静脈血栓症、肺塞栓症、一過性脳虚血発作または早期の脳卒中、末梢血管疾患（特に下肢）、閉塞性疾患、脳静脈血栓症、複数の自然流産、子宮内胎児死亡。
ホモシステイン
静脈血栓症、増加した血漿ホモシステインの値。
PAI-1の遺伝子変異
冠動脈疾患の独立した危険因子で、虚血性脳卒中、（骨壊死を含む）静脈血栓症。
乳癌、 卵巣癌 および 前立腺癌
癌細胞の制御不能な分裂。
クローン病
結腸に限局性炎症、腹痛と血便、肛門瘻および直腸周囲膿瘍が発生することもある。
嚢胞性線維症　Cystic Fibrosis
肺や腸内に、異常に厚い大量の粘液、congestioni、肺炎、下痢や成長不良につながる。
難聴 (非syndromic)
聴力の先天性喪失、-prelingual、非症候性難聴。
家族性高コレステロール血症
腱黄色腫、上昇したLDLコレステロール、早発性心疾患。
ファンコーニ貧血
急性骨髄性白血病の素因、骨格異常、ラジアル形成不全と椎骨の欠陥やその他の物理的な異常、骨髄不全（汎血球減少症）、内分泌機能不全、早期発症骨減少症/骨粗鬆症および脂質異常、DNAの架橋剤への曝露による染色体切断。
脆弱X症候群　Fragile-X Syndrome
病因不明の精神遅滞または学習障害、自閉症や自閉症様の特徴。早発閉経した女性。大脳皮質、扁桃体、海馬や小脳などでFMR1の欠如に起因する、思春期以降の男性の顕著な下顎と大きな耳、微妙な異形症、および行動異常。
フリードライヒ失調症　Friedreich's ataxia
ゆっくりとした進行性失調症。一般的に、腱反射が減少し、dysarthria, Babinski responses, および位置や振動感覚の喪失を伴う。
遺伝性ヘモクロマトーシス
過剰吸収鉄、重要な臓器（心臓、肝臓、膵臓）中の鉄の蓄積、臓器損傷、心疾患、癌、肝疾患、関節炎、糖尿病、不妊、インポテンス。
ヒルシュスプルング病腸管　Hirschsprung's disease
腸内の神経節がない。
ハンチントン病
運動筋肉、認知、および精神障害の進行性疾患。
乳糖不耐症
低ラクターゼ症、持続性の下痢、腹部の痙攣、膨満感、吐き気、放屁。
Multiple endocrine neoplasia 多発性内分泌腺腫
MEN2A（MEN2ファミリーの90％から60％に影響を与える）：甲状腺髄様癌。褐色細胞腫（副腎の腫瘍）、副甲状腺腺腫（良性[非癌性]腫瘍）または副甲状腺の過形成（大型）。 MEN2B（MEN2の家族の5％に影響を与える）：甲状腺髄様癌、褐色細胞腫、粘膜神経腫（舌や唇に神経組織の良性腫瘍）、消化器系の問題、筋肉、関節、脊椎の問題。典型的な顔の特徴。家族甲状腺髄様癌（MEN2ファミリーの5％から35％が罹患）（FMTC）：甲状腺髄様癌。
筋緊張性筋ジストロフィー
骨格や平滑筋だけでなく、目、心臓、内分泌系、および中枢神経系に影響。穏やかな、古典的な、および先天性：軽度から重度まで連続に及ぶ臨床所見、重複表現型に分類されている。
コリンエステラーゼ欠乏症（Pseudocholinesterase、butyrylcholinesterase or "BCHE"ともいわれる）
コリンエステラーゼは、コカイン、ヘロイン、プロカイン、およびサクシニルコリンSuccinylcholine、ミバクリウムmivacurium、および他の即効性の筋弛緩剤を含む塩素系化合物を加水分解する。BCHEの欠損は、これらの化合物の代謝が遅れ、その効果の持続期間をのばす。サクシニルコリンは、一般の外科手術で麻酔薬として使用されている。BChE変異を有する人は、長期paraylasisを被る可能性がある。 3200人から5000人に1人がBChE変異をもつ。ペルシャ人、ユダヤ人とアラスカ州先住民の中でこの遺伝子の変異をもつヒトが最も多い。2013年の時点で利用可能な遺伝子検査は9つある。
鎌状赤血球貧血
溶血、断続的な血管閉塞の結果、組織の虚血および急性および慢性臓器不全が起こる。合併症は、貧血、黄疸、再生不良性危機への素因、敗血症、胆石症、および遅延した成長。痛みを伴う手足のむくみ、蒼白、黄疸、肺炎球菌性敗血症や髄膜炎、脾臓肥大、または急性胸部症候群を伴う重度の貧血がある乳児や幼児に疑われる。
テイ＝サックス病
脂質が、脳内に蓄積する。神経機能障害、進行性の脆弱性と運動能力の喪失、社会的相互作用、発作、失明、および衰弱。
多彩性ポルフィリン症 (Variegate porphyria)
光線過敏症、急性内臓神経異常。

## 医療の手順
遺伝子検査は、多くの場合、遺伝カウンセリングの一環として行われ、2008年半ばの時点で1,200以上の臨床応用遺伝子検査が利用可能とされている。遺伝子検査を行うときには、遺伝カウンセラー、プライマリ・ケア医師または専門家は、インフォームド・コンセントを得た後、遺伝子検査を実行することができる。
遺伝子検査は、血液、毛髪、皮膚、羊水（妊娠中の胎児を取り囲む流体）、または他の組織の試料に対して行われる。例えば、医療処置は、頬の内側表面から細胞のサンプルを収集するために小さなブラシや綿棒を使用する。代替的に、生理食塩水うがい薬少量で、細胞を収集するために口の中でマウスウォッシュしてもよい。疑われる疾患に応じて、特定の染色体の変化、DNA、またはタンパク質を探す研究室にサンプルは送られる。研究室は、患者の医師または遺伝カウンセラーに書面での試験結果を報告します。ルーチンの新生児スクリーニング検査は、ランセットを使って赤ちゃんのかかとを刺すことにより得られる少量の血液サンプルで行われている。

## リスクと限界
ほとんどの遺伝子診断に関連した肉体的なリスクは、特に、血液サンプルまたは頬スミア（頬の内側表面からのサンプル細胞手順）のみを必要とするので、非常に小さい。出生前診断のために使用される手順は、胎児の周りから羊水又は組織のサンプルを必要とするため、流産の無視できないリスクがある。遺伝子診断に関連したリスクの多くは、試験結果による、感情的、社会的、または財産的な結果を伴う。遺伝子診断を受診した人は、怒ったり落ち込んだり、気にしたり、またはそれらの結果について罪悪感を感じることがある。遺伝子診断の潜在的な負の影響により、「知らないでいる権利"right not to know"」をどう守るかが考えられている。結果は検査を受けた人に加えて、その人の家族についての情報も明らかにできるので、いくつかの例では、遺伝子診断は、家族内の緊張を生み出す。雇用や保険における遺伝的差別の可能性も懸念される。保険を購入したり、仕事を見つけたりるのに影響を与える恐れがあるので、遺伝子診断を避ける人もいる。健康保険会社は、現在、保険の申請に遺伝子診断を受けることを必要としない。保険会社が遺伝情報に遭遇したとき、それは他の機密の健康情報と同じ機密性の保護の対象である。米国では、遺伝情報の使用は、遺伝情報差別禁止法（GINA）によって制限されている。
遺伝子診断は、遺伝情報についての限られた情報を提供する。症状が出るか、または障害が時間をかけて進行するかどうか、どれくらい重度の障害の症状が出るかについて遺伝子診断では、多くの場合判断できない。診断を行っても、多くの遺伝性疾患では、治療する方法がない。
遺伝専門家が詳細にメリット、リスク、および特定のテストの限界を説明することができる。遺伝子検査を検討している全ての人が理解し、意思決定をする前に、これらの要因を比較検討することが重要である。

## 消費者向け遺伝子診断
消費者向け（Direct-to-consumer, DTC）遺伝子診断は、医療専門家を経由せず、消費者と直接アクセスする遺伝子診断のタイプがある。通常、遺伝子診断をするために、医師などの医療従事者は、患者の許可を取得し、所望の検査を注文する。しかし、 DTC遺伝子診断は、消費者はこのプロセスと順序が違い、自分自身で注文することが可能。乳癌の対立遺伝子についての試験から嚢胞性線維症にかかわる突然変異に至るまで、DTCテストには様々なものがある。遺伝情報全体を網羅するDTC全ゲノム解析を全世界の消費者に安価で提供する Nebula Genomics のような企業も登場している。
DTCテストの利点は、消費者が検査をできるため、積極的な健康管理の促進につながり、遺伝情報のプライバシーもより自分で管理できる。 DTCテストの可能性のあるその他のリスクは、政府規制の欠如や遺伝情報の潜在的な誤解、未成年者が検査を行ったり、治療法のない項目についての検査、個人情報、公衆衛生ケアシステムから漏れてしまうことなど。
また日本において、妊娠8～10週目以降の女性が自身の血液と、性交を持った男性から採取した検体（同意を得て採取しているとは限らない）を提供して親子関係の検査を求め、結果によっては妊娠中絶を行う例がある。

### 論争
DTC遺伝子診断が医学コミュニティ内で率直な反対に遭い、議論されている。 DTCテストの批評家は、規制されていない広告やマーケティングの特許請求の範囲、および政府の監督の全体的な欠如を伴うリスクを主張している。
DTCテストは、任意の遺伝子診断と同じリスクの多くを共有している。これらの危険なリスクのひとつは、試験結果の深刻な誤解の可能性である。専門家の指導がなければ、消費者は、遺伝情報を誤って解釈し、彼らの個人的な健康について間違った理解をしてしまうことにある。
消費者向け遺伝子診断のいくつかの広告は、遺伝情報と疾患リスクとの間の関連について誇張や不正確なメッセージを伝え、そのことを販売のための広告として利用し、感情に訴えかけるとして批判されている。乳癌のBRCA-予測遺伝子検査の広告は、次のように述べている。「情報以上に、恐怖の強力な解毒剤はありません」
Ancestry.comという、系図の目的のためにDTCのDNAテストを提供する会社は、殺人事件を調査する警察による、彼らのデータベースを、令状なしで検索することを可能にしたと報告した。米国ニューオーリンズの映画監督からのDNAサンプルの収集を強制的に捜索令状につながった令状なしで検索したが、彼は殺人容疑者と一致しないことが判明した。

## 米国での政府の規制
現在、米国ではDTC市場は連邦政府による強い規制がなく、緩和されている。利用可能な数百あるテストのうち、ほんの一握りのみが、アメリカ食品医薬品局（FDA）により承認されている。これらは「自宅でできる検査キット」として販売されている上、「医療機器」と考えられているため、FDAが管轄権を主張することができる。 DTCテストの他のタイプは、検査のために、DNA試料を顧客が郵送する必要がある。実際の検査は、プロバイダの研究室で完了するので、FDAはこれらのタイプの検査に管轄権を行使するのは困難である。 2007年、消費者向け遺伝子検査の大半の主張されている精度について、FDAはまだ正式に科学的な検証をしていない。
一般的に、遺伝子検査や遺伝情報に関しては、米国内の法律は、遺伝情報差別禁止法が、「健康保険の組織や保険会社に、遺伝的素因のみに基づいて、健康な人限定、あるいは、将来の疾患を発症する人に高い保険料を課すこと」を禁止している。法案はまた、雇用、解雇、就職、または昇進を決定する際、個人の遺伝情報を使用することを禁止している。米国では、その種の最初の法律は、 95-0の投票で、2008年4月24日にアメリカ合衆国上院で可決され、2008年5月21日にジョージ・W・ブッシュ大統領の署名により成立した。それは2009年11月21日に発効した。
2013年6月にアメリカ合衆国最高裁判所は、人類遺伝学上の2つの判決を出した。裁判所は、遺伝子検査の分野における競争を開く、ヒト遺伝子の特許を認めなかった（The Court struck down patents）。最高裁はまた、警察は深刻な犯罪で逮捕した人々からDNAを回収させたと裁定した。

## 大衆文化
遺伝子診断やそれを利用した遺伝子工学が、現代や未来において引き起こしうる倫理的な問題などは、SFを中心とするフィクションにしばしば取り上げられる。例としては映画『ガタカ』、アニメ『機動戦士ガンダムSEED』シリーズ、漫画『ゴルゴ13』の「血液サンプルG」「Gの遺伝子」などである。

## 倫理

### 小児遺伝子検査
米国小児科学会（AAP）とAmerican College of Medical Genetics（ACMG）は、米国の子供の小児科遺伝子診断およびスクリーニングの倫理的な問題のための新たな指針を提供した。そのガイドラインは「子どもの最善の利益であるように、小児の遺伝子診断を行うべきである」と述べている。
成人では「遺伝的に癌になりやすいかを調べる遺伝子診断を受けるか？」という質問に関心を示す人が84から98パーセントいた。（この訳であっているか自信ない）In hypothetical situations for adults getting genetically tested 84-98% expressing interest in getting genetically tested for cancer predisposition.しかし、癌になりやすい体質の可能性のある人について聞くと、遺伝子診断を受けたい人が半分になる。Though only half who are at risk of would get tested.
AAPとACMGは、小児期に遺伝性疾患を診断し、早期介入を開始すると、罹患率や死亡率を減らすことができるのだが、大人になってから影響のある遺伝病についての診断は、大人になるまで受けないことを勧めている。AAP and ACMG recommend holding off on genetic testing for late-onset conditions until adulthood. Unless diagnosing genetic disorders during childhood and start early intervention can reduce morbidity or mortality. 
彼らはまた、小児期発症の疾患の原因遺伝子を受け継いでいるが、無症状の小児のためには、親または保護者の許可の上、小児のために遺伝子検査をするのは、理想的であるといっている。
組織適合性試験ガイドラインは、全ての年齢の子供は、事前に心理社会的、感情的および肉体的な影響を検討しておくことを条件として、近親者のために組織適合性テストを受けることは許容されるとしている。（この訳であっているか自信ない）Histocompatibility testing guideline states that it’s permissible for children of all ages to have tissue compatibility testing for immediate family members but only after the psychosocial, emotional and physical implications has been explored. ドナー支援者または同様の機構を　強要から未成年者を保護するための場所とするべき。 With a donor advocate or similar mechanism should be in place to protect the minors from coercion and to safeguard the interest of said minor. AAPとACMGの両方ともに、試験内容の正確性、解釈および検査内容を理由に、消費者向けおよび家庭用キットの遺伝子検査の使用を、推奨していない。ガイドラインはまた、未成年が適切な年齢である場合、親や保護者が遺伝子検査の結果を、彼らの子供に知らせることは奨励されるべきであると述べている。成熟した年齢と適切な要求である場合、未成年者の要求が受け入れられるべきである。倫理的および法的な理由のため、遺伝子検査会社は、親や保護者の関与なしに、予測するための遺伝子検査を未成年者にすることに注意をすべきである。ガイドラインの範囲内AAPとACMG状態その医療提供者は、テスト結果の含意に両親または保護者に通知する義務がある。患者は家族と情報を共有することを奨励され、それは遺伝カウンセリングのために結果を説明する助けになる。AAPとACMGは、どんな予測遺伝子検査でも、臨床遺伝学、遺伝カウンセラーや医療提供の申し出ている遺伝カウンセリングを受けるのがよいとしている。

### イスラエル
イスラエルは、人々が、特定の民族グループに与えられた法的権限の対象となるかどうかを決定するためにDNA検査を使用している。 「旧ソ連（ 'FSU'）から多くのユダヤ人が戻るときに、イスラエルの法律の下で国民をユダヤ人として移住するために、彼らがユダヤ人のDNAをひきついでいるか確認するように求められる」という政策が論争を起こした。